# Valentín de la Cruz
Fray Valentín de la Cruz (Poza de la Sal, Burgos, 1928-Burgos, 11 de junio de 2021) fue un carmelita, historiador y profesor de Historia español.

## Biografía
Su nombre de nacimiento fue Víctor Palacios Mata. Tomó su nombre religioso en recuerdo de su padre Valentín, guardia civil de profesión y muerto a los 37 años en Miranda de Ebro, el 19 de julio de 1936, al comienzo de la guerra civil española. Sus primeros estudios los realizó en su pueblo natal. Tras el bachillerato, ingresó en la Orden carmelita y siguió sus estudios eclesiásticos hasta ser nombrado presbítero. A partir de 1960, asentado en el Convento de los Carmelitas Descalzos de Burgos, desarrollará una intensa labor de investigación, divulgación y enseñanza histórica. Sus artículos en el Diario de Burgos (tuvo una sección semanal titulada «El rincón de la solana» y comentaba libros en otra titulada «Biblioteca castellana») y sus publicaciones sobre la historia y el arte de la provincia de Burgos llegaron a ser muy populares, especialmente los editados por la Caja de Ahorros Municipal de Burgos. Fue profesor de Paleografía y Diplomática en la UNED de Burgos. Asesoró a los ayuntamientos burgaleses sobre heráldica y numerosos escudos municipales le deben su diseño.
Fue un gran orador y pronunció numerosos pregones en los pueblos de la provincia.
En 1973 fue nombrado cronista oficial de la provincia, en sustitución del historiador Teófilo López Mata. Tuvo este puesto hasta 2012, cuando le relevó el historiador René J. Payo. Miembro de numerosas instituciones, fue académico numerario desde 1970 de la Real Academia Burgense de Historia y Bellas Artes (Institución Fernán González) de Burgos (en la que ejerció durante muchos años el cargo de secretario) y académico correspondiente de la Real Academia de Bellas Artes de San Fernando.